# Konkathedrale vom Allerheiligsten Namen Jesu

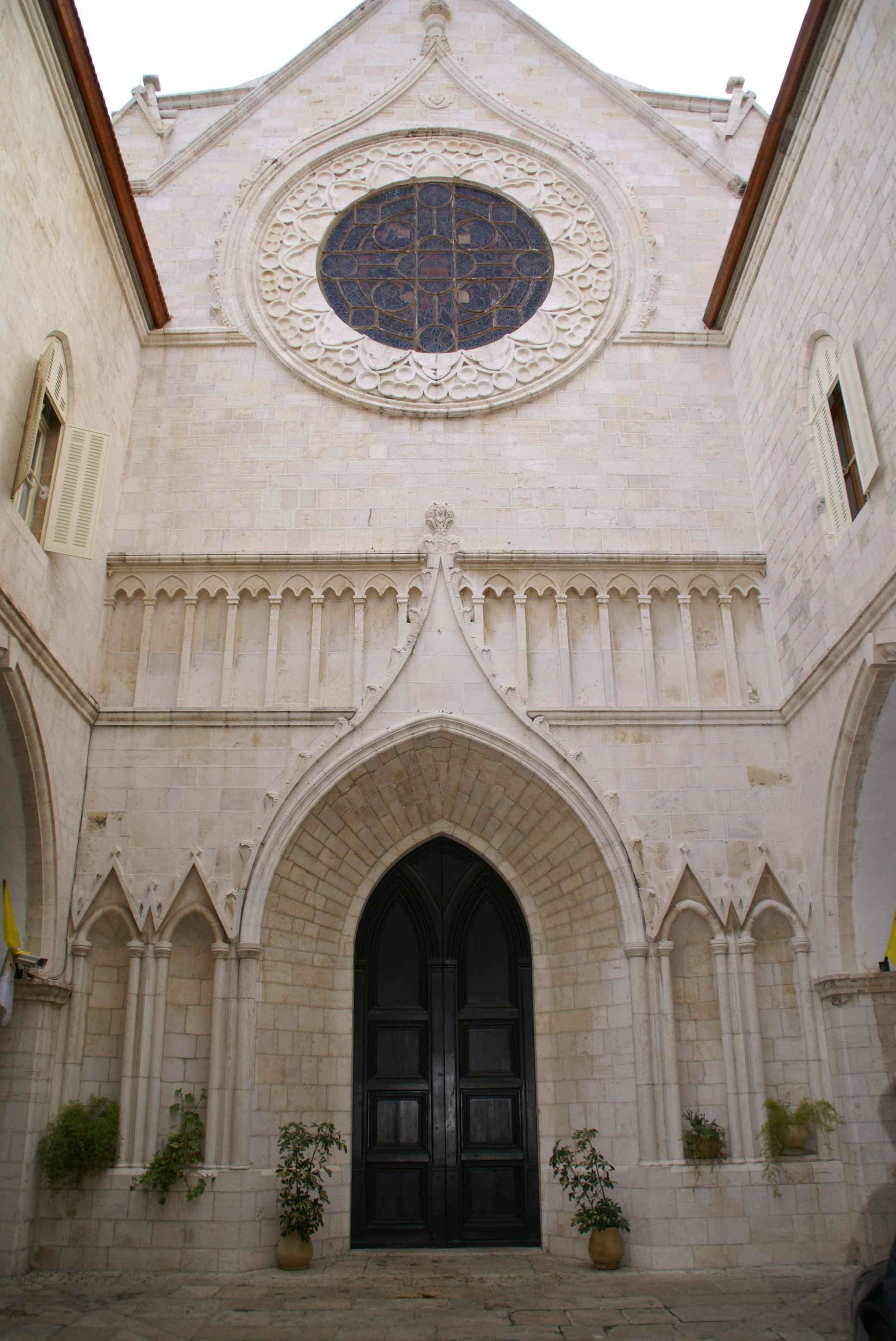
Das Kirchenportal der Patriarchatskirche

Die Konkathedrale vom Allerheiligsten Namen Jesu ist Konkathedrale des Lateinischen Patriarchats von Jerusalem. Sie liegt im Christlichen Viertel der Altstadt etwa in der Mitte zwischen dem Neuen Tor und dem Jaffa-Tor an der Stadtmauer.

## Geschichte
1847 erlaubte das Osmanische Reich der katholischen Kirche, ihre Hierarchie in Palästina neu zu errichten.
Die 1872 fertiggestellte Konkathedrale ist Teil des Baukomplexes des Lateinischen Patriarchats und damit faktisch dessen Bischofskirche. Aus historischen Gründen hat jedoch die Grabeskirche offiziell den Kathedralrang.

## Beschreibung
Im neugotischen Stil errichtet, hat die Kirche den Grundriss eines griechischen Kreuzes mit einer Länge von 28 Metern und einer Breite von 24 Metern. Das Mittelschiff der dreischiffigen Kirche hat eine Breite von 8,5 Metern, die Seitenschiffe eine Breite von 4,5 Metern; diese sind mit Emporen überbaut. Die Kirche wird von vier Buntglasfenstern verziert, die die Enden des Kreuzes markieren. Drei davon haben die gleiche Form: Das Fenster über dem Hochaltar stellt den Auferstandenen als Sieger über den Tod dar, die Fenster an der Querachse links die Kreuzigung, rechts die Anbetung des neugeborenen Heilands durch die Hl. Drei Könige. Das hintere Fenster über dem Eingang ist ein großes Rosettenfenster und stellt die Symbole der vier Evangelisten dar, im Zentrum die Hl. Schrift.
Die Kirche hat fünf Altäre, drei größere im Hauptschiff und den beiden Seitenschiffen und zwei kleinere an den Enden der Querachse.

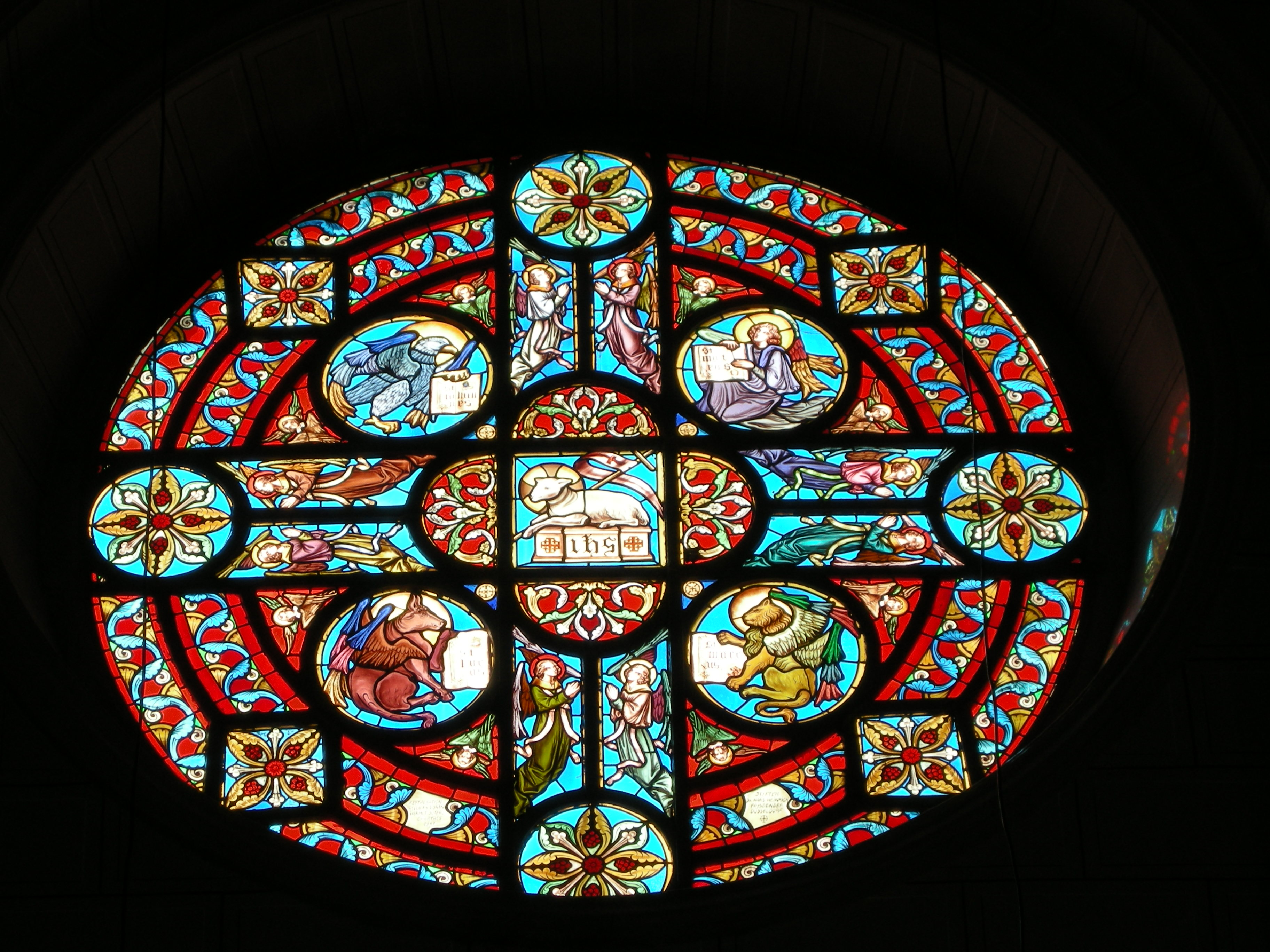
Rosettenfenster der Konkathedrale des Lateinischen Patriarchates

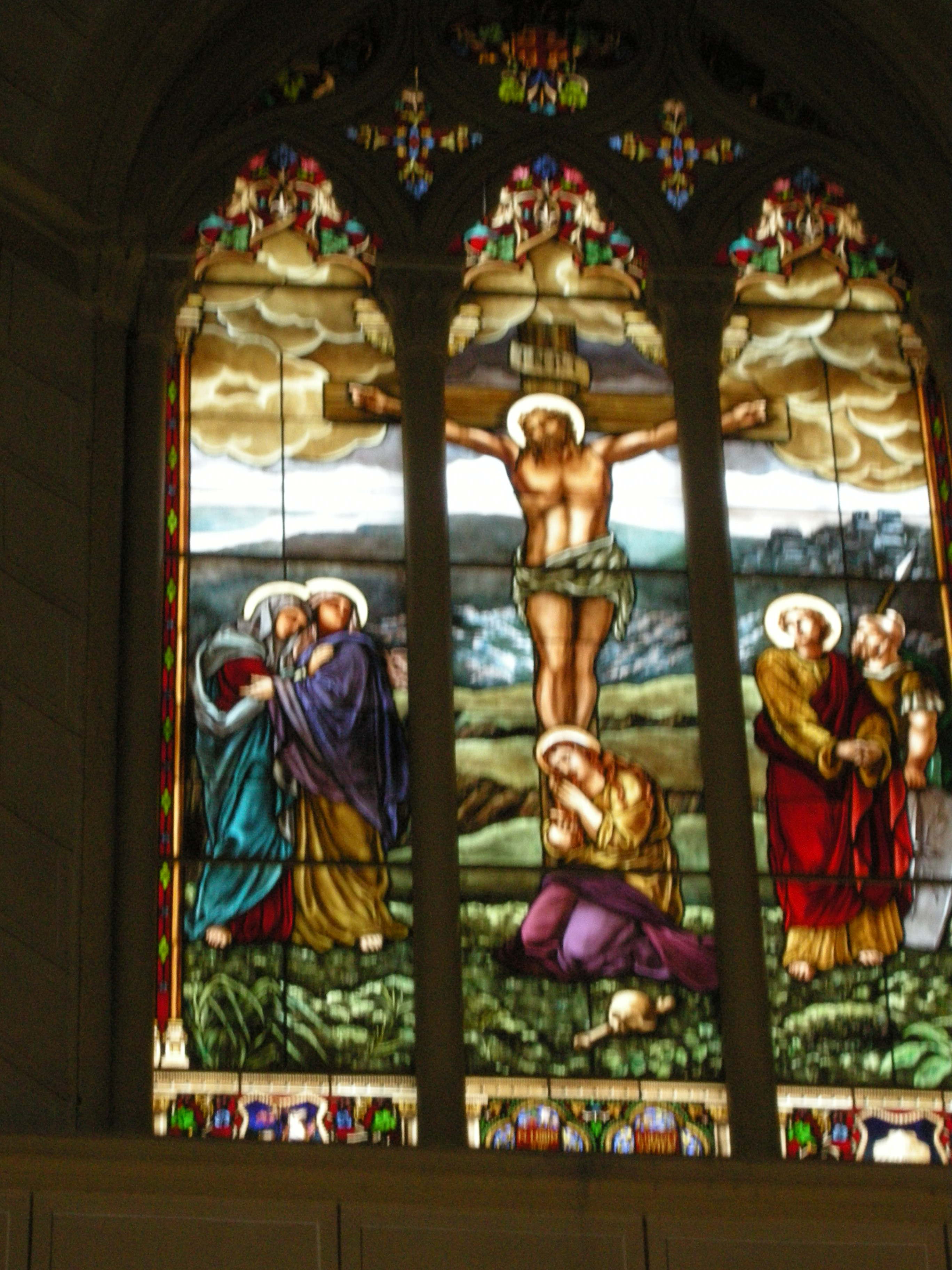
Linke Querachse: Die Kreuzigung
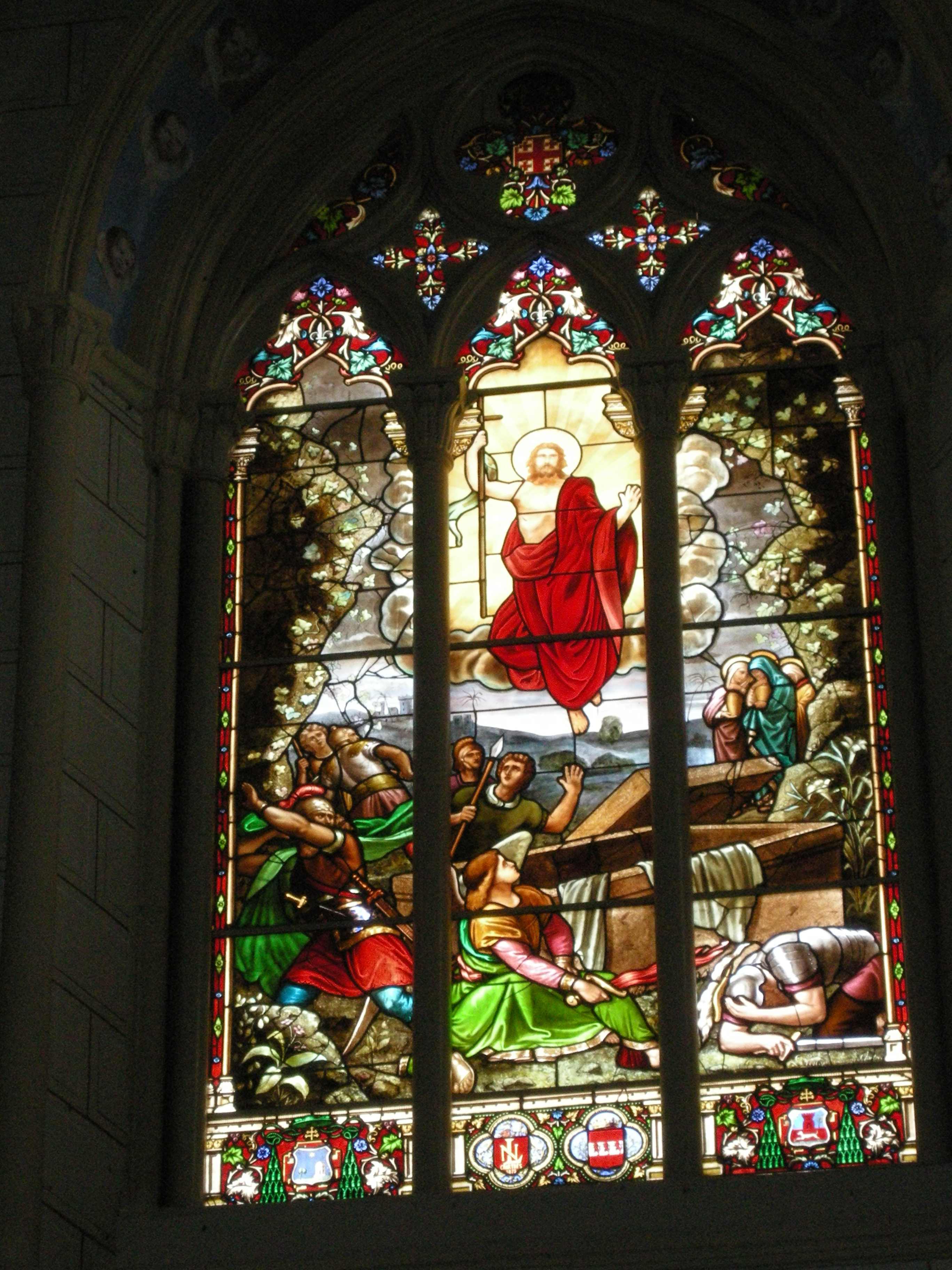
Hochaltarfenster: Jesus als Auferstandener
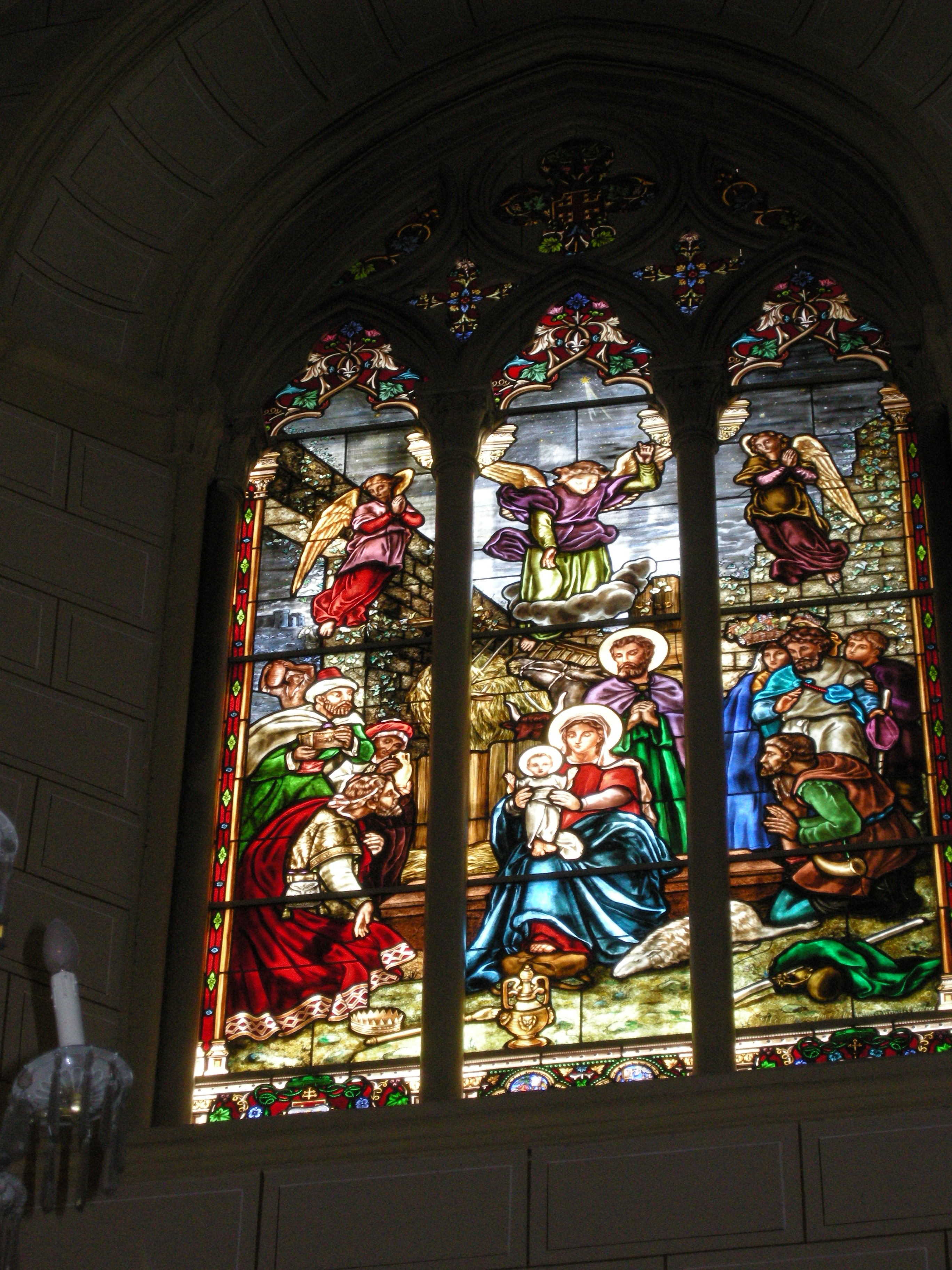
Rechte Querachse: Anbetung durch die Könige

## Bedeutung

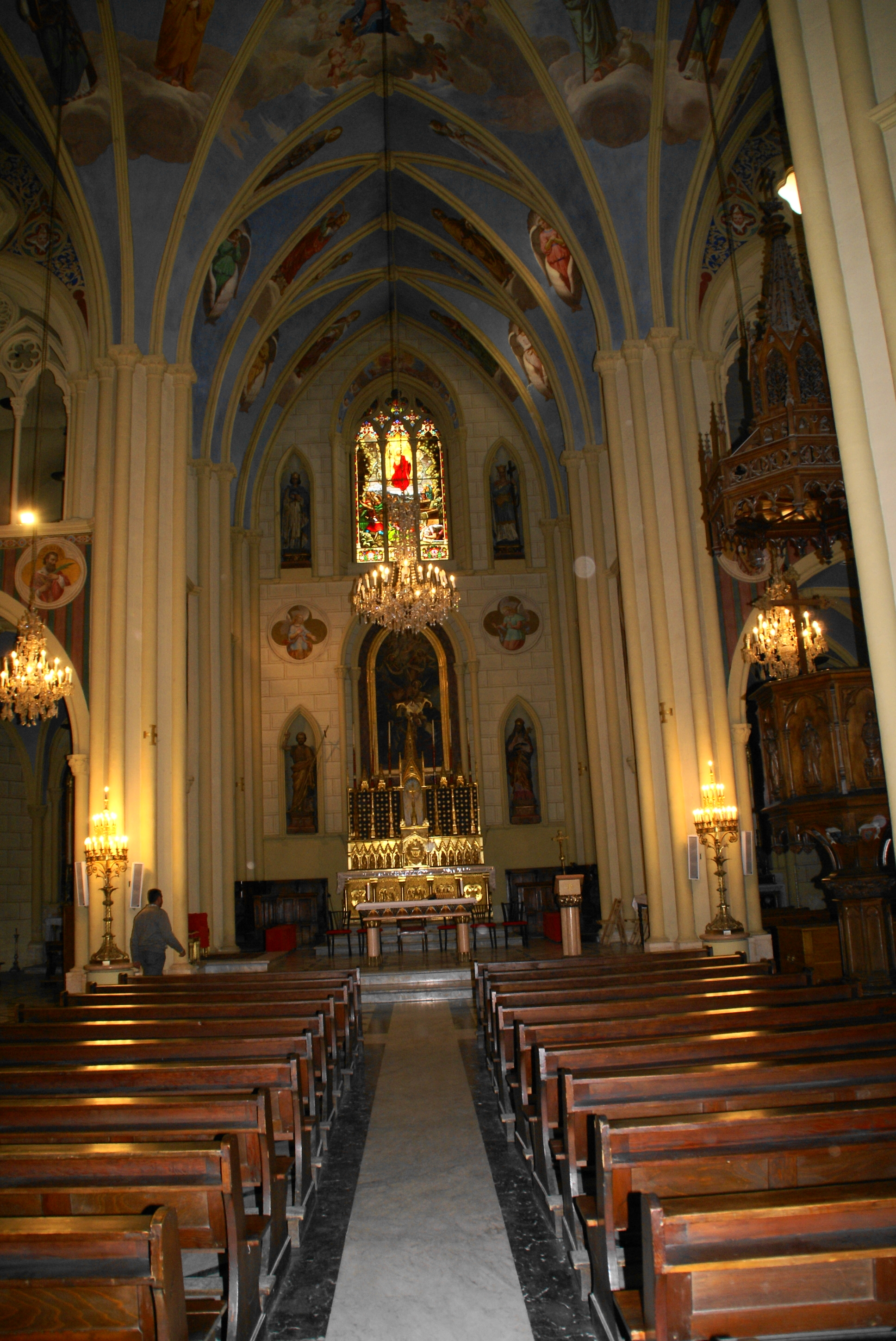
Innenansicht

Der Lateinische Patriarch von Jerusalem ist das Oberhaupt der römischen Katholiken in Zypern, Israel, Jordanien sowie den Autonomen Palästinensergebieten. Die meisten römischen Katholiken in dieser Region (außer Zypern) sind palästinensische Christen. Seit 24. Oktober 2020 ist der Italiener Pierbattista Kardinal Pizzaballa Patriarch, nach dem er bereits seit 2016 Apostolischer Administrator war. Emeritierte Patriarchen sind Michel Sabbah, der erste Palästinenser in diesem Amt, und dessen Nachfolger Fouad Twal.
Siehe: Liste der Lateinischen Patriarchen von Jerusalem, Lateinisches Patriarchat von Jerusalem